# Palais des Archevêques d'Alcalá de Henares
Le palais des Archevêques d'Alcalá de Henares est un palais-forteresse situé dans le centre historique d'Alcalá de Henares (Communauté de Madrid, Espagne). Il est actuellement le siège du diocèse d'Alcalá de Henares. Il est situé sur la Plaza del Palacio et fait partie de l'ensemble monumental déclaré patrimoine mondial par l'UNESCO.

## Histoire
Le bâtiment est construit en 1209 par l'archevêque Rodrigo Jiménez de Rada (1209-1247) comme résidence temporaire pour les archevêques de Tolède (Alcalá appartenait à l'archevêché), et est une forteresse à la manière mudéjar. Il a subi plusieurs incendies et destructions, et a été remodelé plusieurs fois jusqu'à aujourd'hui.
En 1308, le roi Ferdinand IV de Castille et le roi Jacques II d'Aragon se réunissent pour convenir et signer le traité d'Alcalá de Henares (es) par lequel ils se partagent les territoires gagnés sur les taïfas andalous lors de la Reconquista.
Toujours au XIVe siècle, l'archevêque Pedro Tenorio (es) (1377-1399) reconstruit l'édifice en le fortifiant. Il construit une place d'armes rectangulaire d'une superficie de plus de 2 hectares, entourée d'un mur avec 21 tours, toutes rectangulaires, à l'exception de la tour albarrane pentagonale et de la tour semi-circulaire qui la jouxte. Aujourd'hui, il reste 16 tours, dont le Torreón de Tenorio, une tour nommée en mémoire de l'archevêque, se distingue.
Au XVe siècle, l'archevêque Juan Martínez de Contreras (es) (1423-1434) dessine les plans d'agrandissement pour construire l'aile orientale, ornée de grandes fenêtres gothiques, l'antichambre et la salle du Conseil. Ces deux dernières étaient reliées par un grand arc en fer pointu et couvertes par un formidable plafond à caissons gothique-mudéjar. Le 20 janvier 1486, la première rencontre entre la reine Isabelle la Catholique et Christophe Colomb se tient dans le palais pour financer le voyage vers les Indes,.
En 1524, l'archevêque Alonso de Fonseca y Ulloa (es) (1523-1534) charge l'architecte Alonso de Covarrubias de construire l'aile ouest, avec ses cours et son magnifique escalier. Son successeur, le cardinal Juan Pardo de Tavera (1534-1545), achève l'œuvre. Avant cela, il dessine en 1535 la façade, les deux galeries de la cour centrale, les escaliers et les jardins du palais.

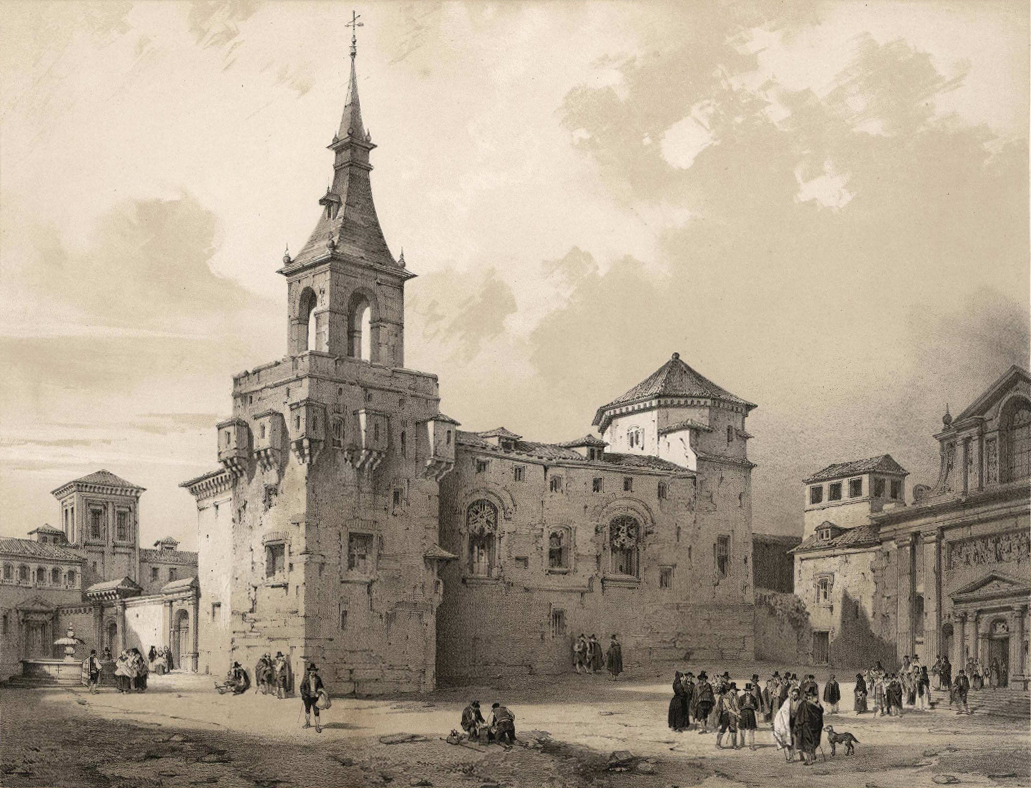
Lithographie d'Auguste Mathieu d'après un dessin de Jenaro Pérez Villaamil (1850) et publiée dans lEspaña artística y monumental.

Tout au long de son existence, celui-ci abrite les archives du diocèse de Tolède. Par la suite, ses installations sont utilisées pour la garde des bureaux de notaires et de recettes du district judiciaire. De 1858 à 1939, il héberge les Archives générales centrales de la ville d'Alcalá de Henares.
Étant donné la saturation des Archives générales de Simancas et leur éloignement de la Cour de Madrid, les Archives centrales générales sont créées en 1858 au sein du palais de l'Archevêque, après que l'Archevêque Cirilo de Alameda y Brea (1857-1872) consente à céder cet usage à l'État. Ces Archives ont reçu la documentation des ministères et des organismes supprimés après la réforme de 1834, après quoi les documents ont été transmis aux Archives historiques nationales (es).
Pendant la guerre civile, le palais n'est pas sérieusement endommagé, bien qu'il serve de caserne d'atelier pour l'armée républicaine, usage maintenu par l'armée victorieuse. Cependant, un incendie détruit les Archives générales centrales ainsi qu'une importante collection artistique le 11 août 1939, ne laissant que les façades nord et est en bon état,. L'institution est alors déplacée en 1969 aux Archives générales de l'administration (es), également à Alcalá de Henares.
Depuis le 23 juillet 1991, le palais est le siège de l'évêché d'Alcalá de Henares et la résidence de l'évêque. Il bénéficie depuis de rénovations très soignées.
En 2019, il est projeté de construire une Casa de los Arqueólogos (Maison des archéologues) sur une partie des ruines de l'ancien palais.

## L'édifice
L'édifice a subi de nombreuses constructions et rénovations, l'incendie du 11 août 1939 ayant été particulièrement dévastateur : il a détruit les deux tiers de sa structure, soit trois cours (la tour de Fonseca o de Covarrubias, la tour del Aleluya et la tour de la Fuente o del Jardín chico), l'escalier d'honneur et la façade de l’Ave María, qui était de style herrerien (es) et s'ouvrait sur le Jardin du Vicaire (Jardín del Vicario). Les causes de l'incendie n'ont jamais été élucidées. En 1944, sa reconstruction en tant que petit séminaire du diocèse de Madrid-Alcalá a été planifiée par l'architecte Rodolfo García-Pablos (es), mais elle n'a jamais été développée. Cependant, une restauration complète était nécessaire, et a été achevée en 1996, pour la résidence de l'évêque du diocèse d'Alcalá de Henares,.
En entrant par le terrain de parade, la façade principale Renaissance du bâtiment apparaît. Elle est divisée en deux parties, la partie inférieure étant en pierre de taille, avec deux étages de fenêtres plateresques reliés par une galerie supérieure d'arcs en plein cintre. Au-dessus de la fenêtre centrale se trouve un blason baroque en terre cuite, qui a remplacé les armoiries impériales de Charles Quint. Le blason est celui du Cardinal-Infante Louis Antoine, fils de Philippe V, le premier Bourbon à remplacer la dynastie des Habsbourg. La cour est fermée au sud par une grille en fonte, fabriquée en Belgique au XIXe siècle.
Dans l'aile orientale, où se trouvait le Salón de Concilios (Salle du Conseil), une importante restauration de l'extérieur et de l'intérieur a été réalisée au XIXe siècle par Juan José Urquijo et Manuel Laredo (es), selon le style néo-mudéjar. Les fenêtres présentent un ensemble original de traceries aux formes néogothiques. En 1997, la chapelle néogothique restaurée a été inaugurée, remplaçant la Salle du Conseil, aujourd'hui disparue. Une salle de réunion moderne a été construite à l'étage inférieur, en remplacement du Salón de la reina Isabel (salle de la reine Isabelle).

Éléments architecturaux disparus en 1939
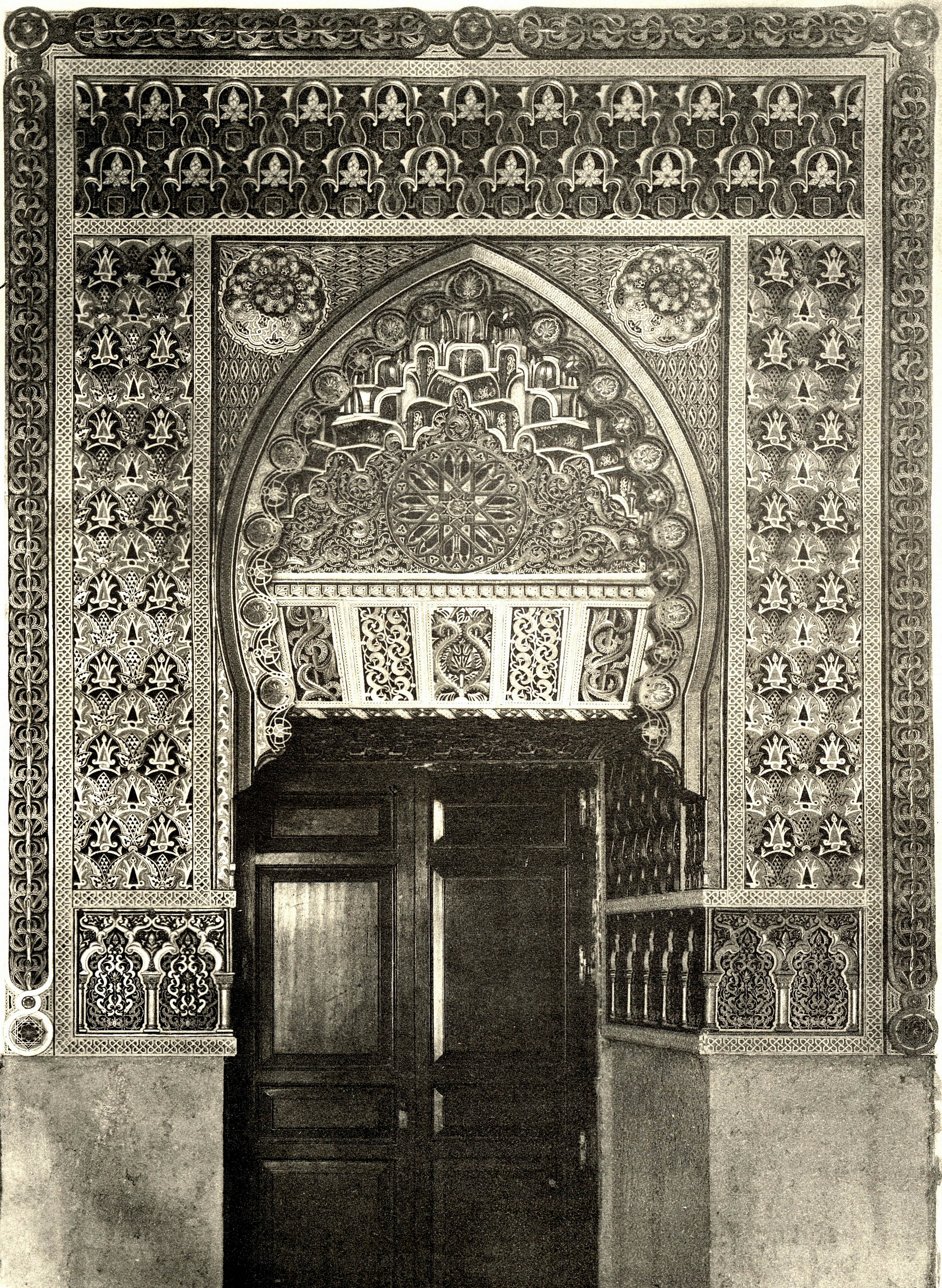
Porte de l'antichambre du Salon du Conseil (Constantin Uhde, 1888).
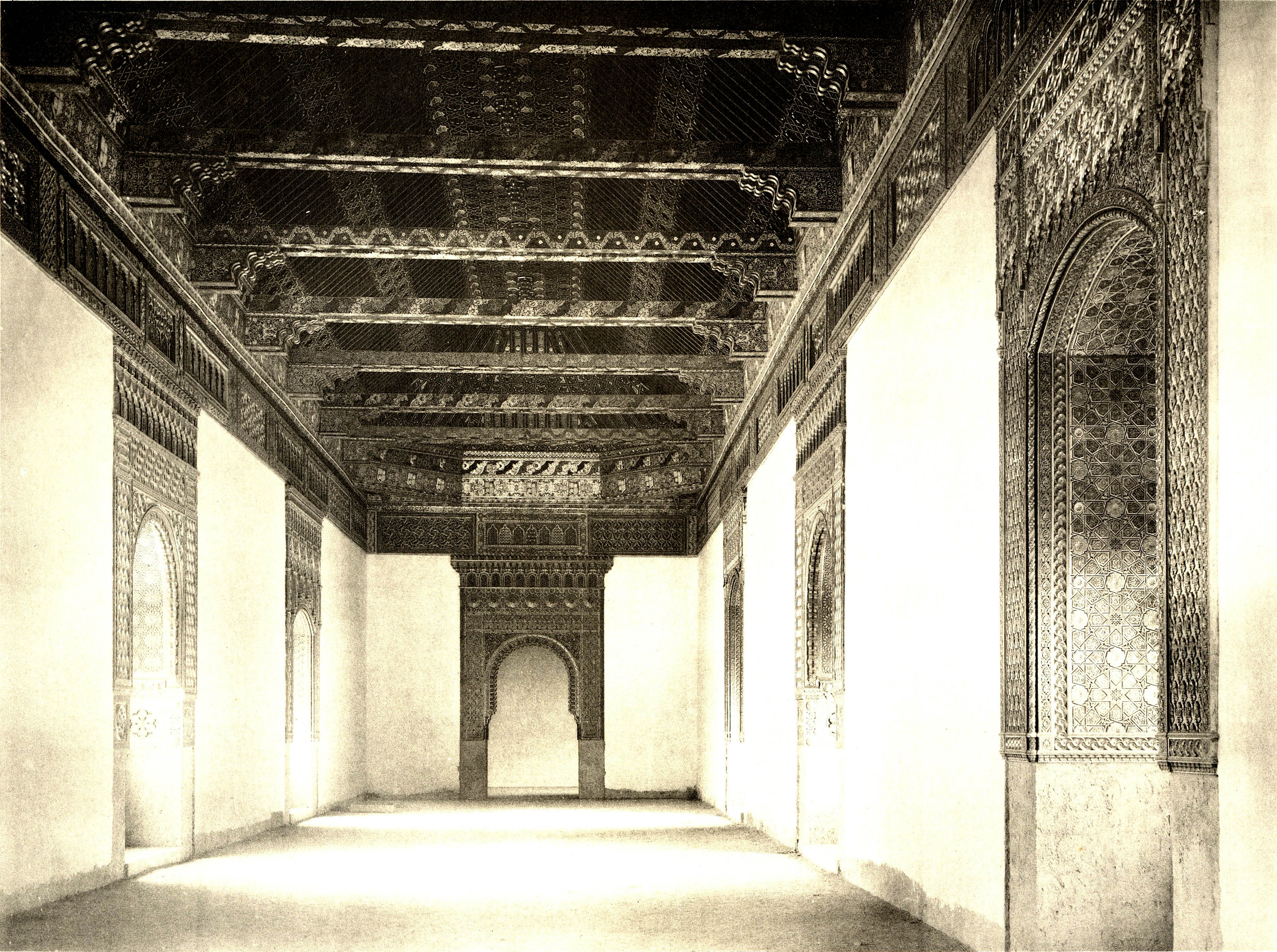
Salon du Conseil (Constantin Uhde, 1888).
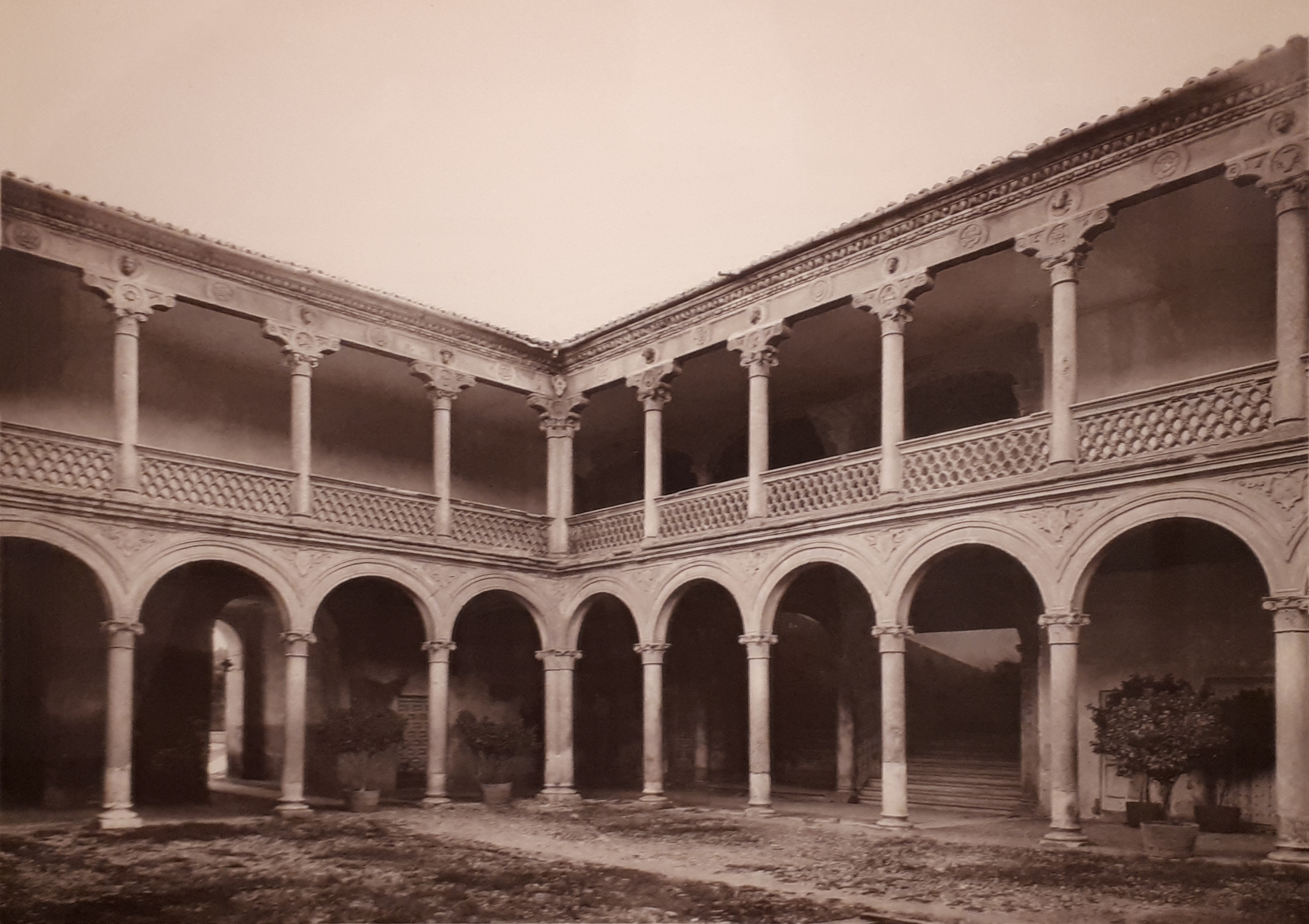
Patio de Fonseca (es) (Max Junghändel, 1885).
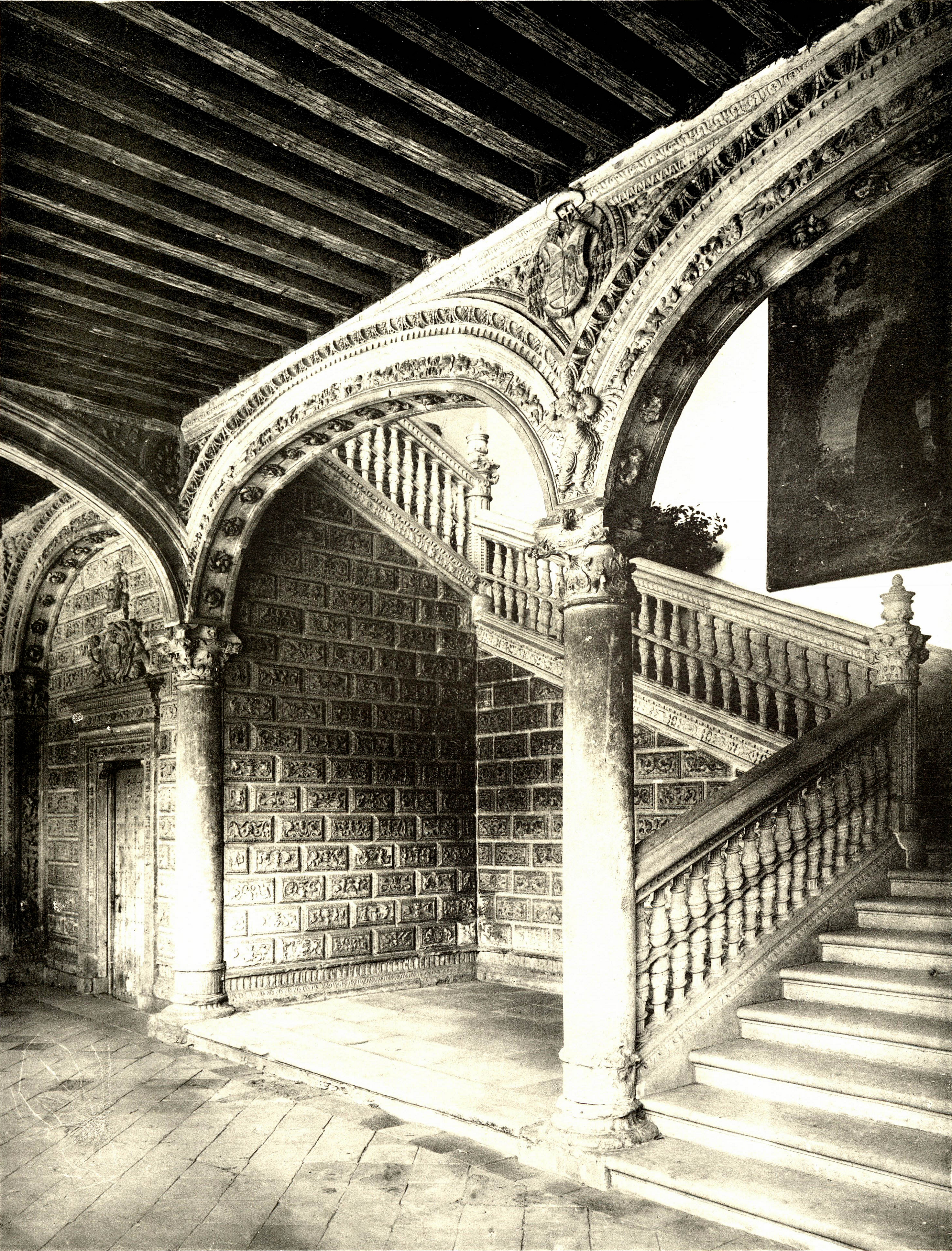
Escalier de Covarrubias (Constantin Uhde, 1888).
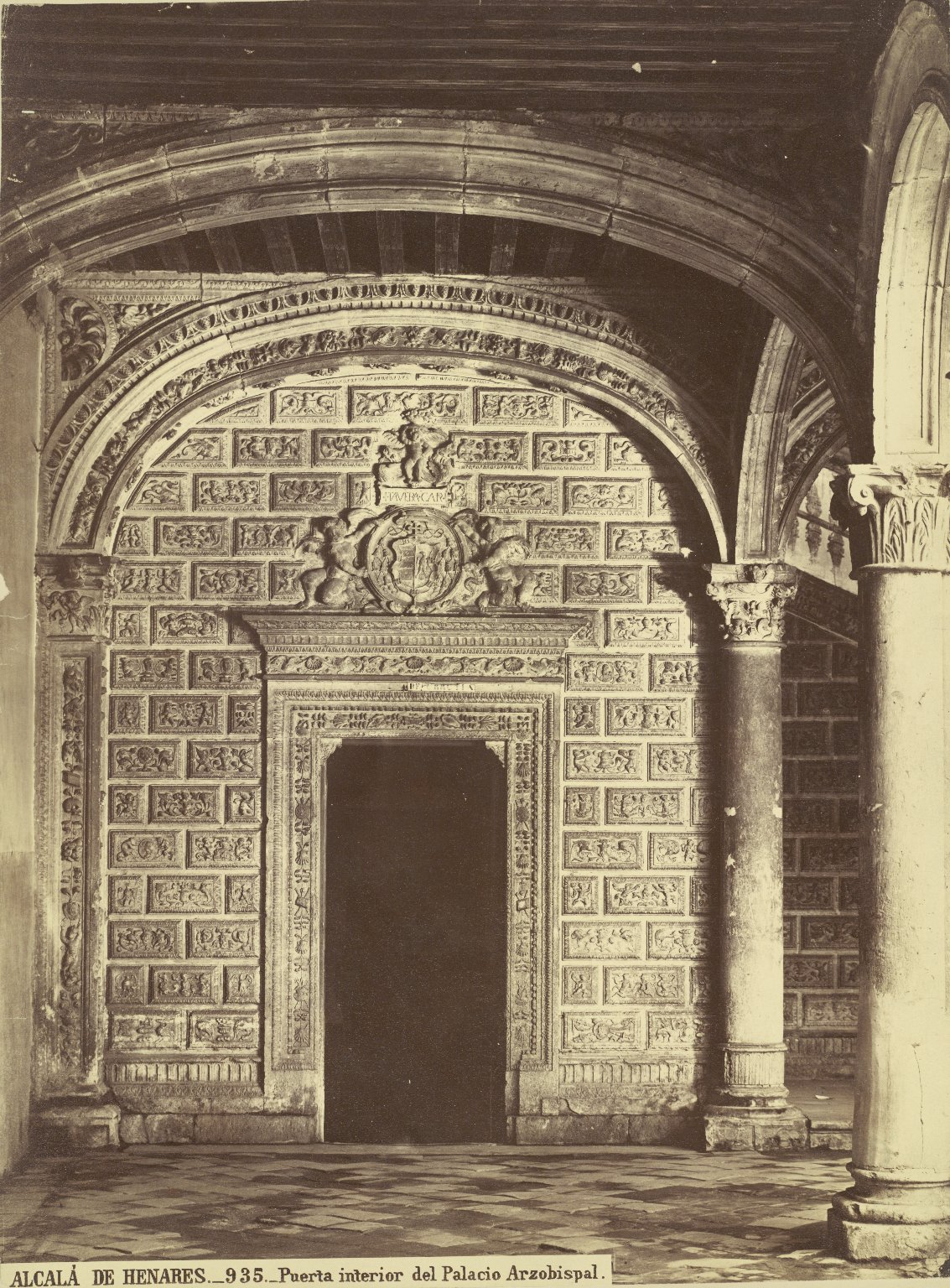
Porte intérieure avec le blason de Tavera (Jean Laurent, entre c. 1865 et c. 1890).
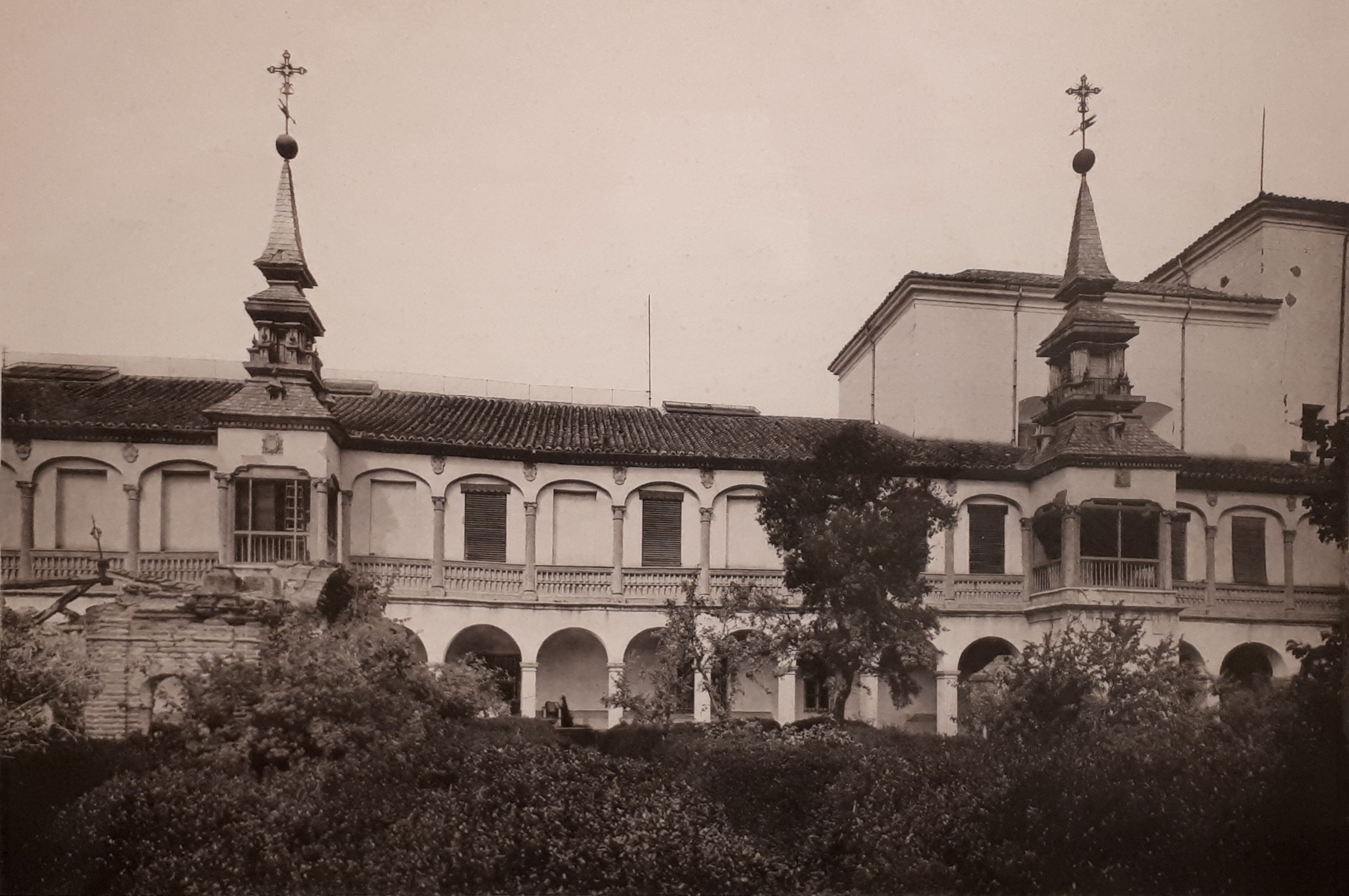
Façade du Vicaire ou de l'Ave María (Max Junghändel, 1885).

## Le palais des Archevêques dans la culture

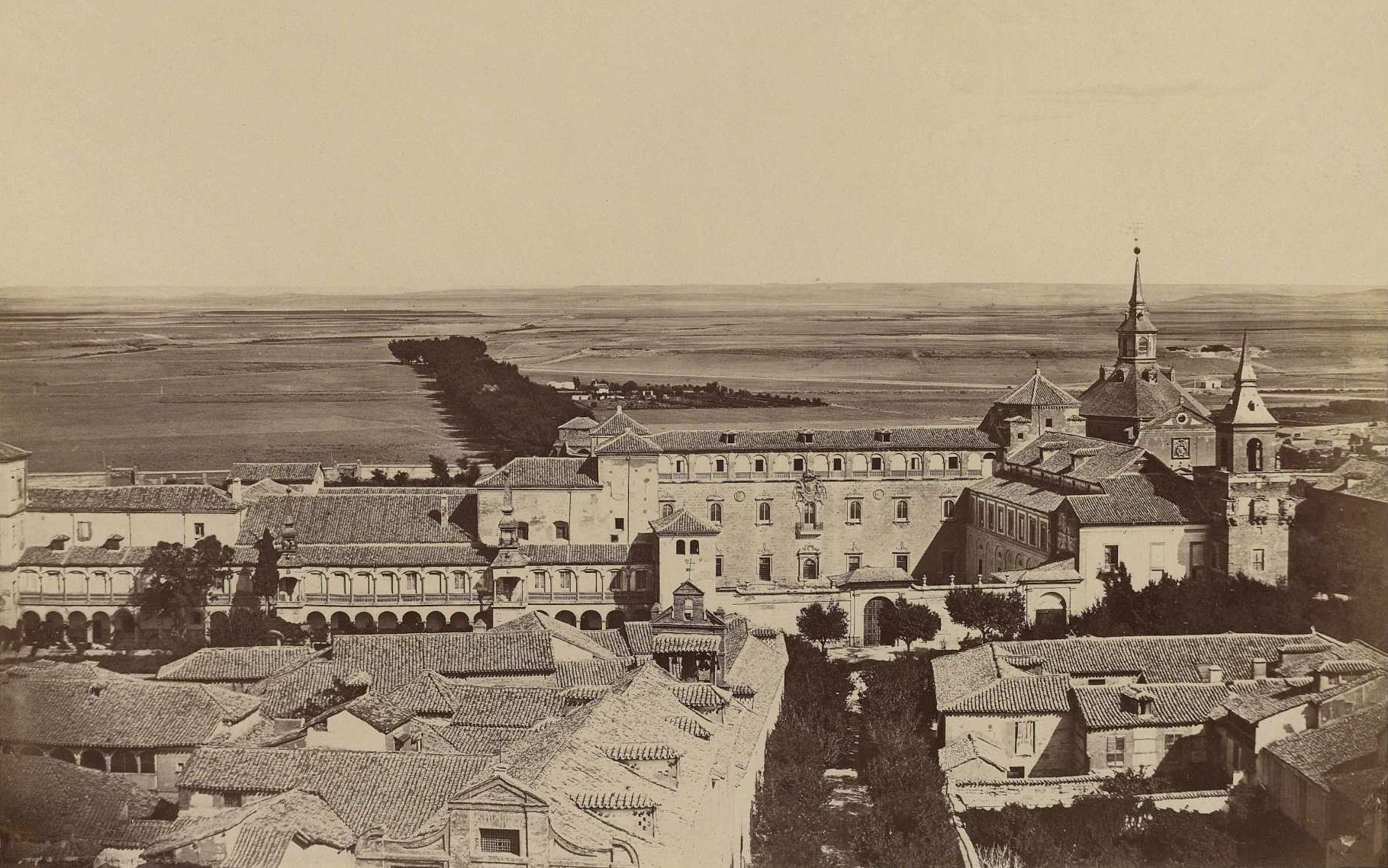
Vue générale (Jean Laurent, ca. 1870).

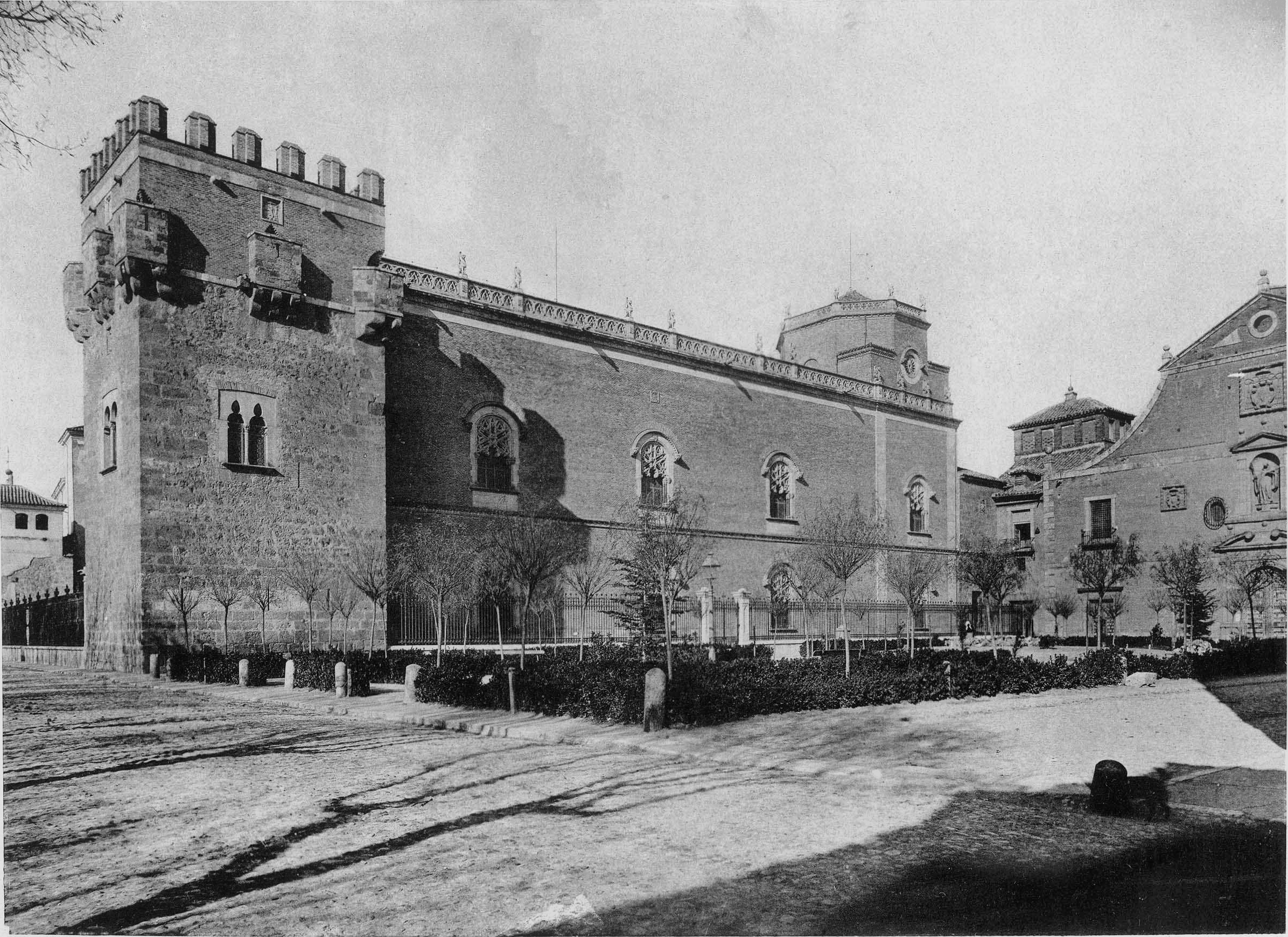
Façade est (Hauser y Menet, 1892).

Plusieurs productions cinématographiques ont été partiellement ou totalement tournées dans ses installations,.

### Films de fiction

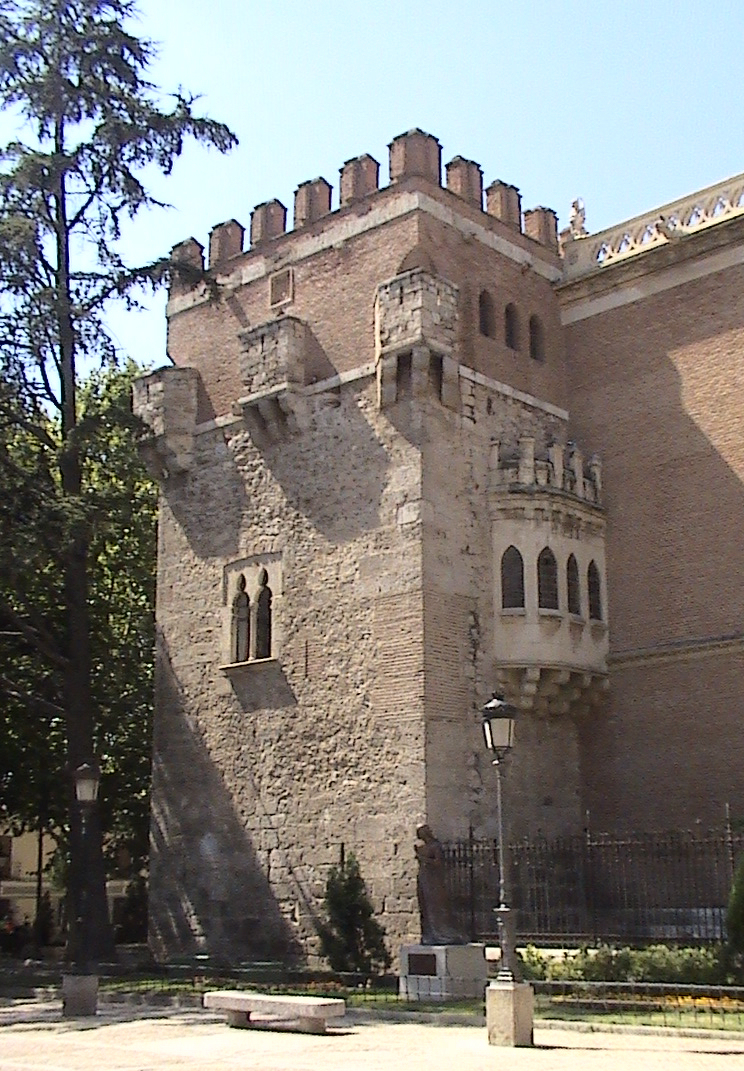
Torreón de Tenorio.

- 1919 : Los intereses creados de Jacinto Benavente et Ricardo Puga (es)[16]
- 1928 : El guerrillero de José Buchs[17]
- 1931 : Isabel de Solís, reina de Granada de José Buchs[18]
- 1934 : El agua en el suelo de Eusebio Fernández Ardavín[19]
- 1943 : El escándalo de José Luis Sáenz de Heredia[20]
- 1960 : La rana verde de José María Forn[21]
- 1967 : Sor Citroen de Pedro Lazaga[22]
- 1972 : Carta de amor de un asesino de Francisco Regueiro[23]
- 1972 : ¡Qué nos importa la revolución! de Sergio Corbucci[24]
- 1973 : Lo verde empieza en los Pirineos de Vicente Escrivá[25]
- 1974 : Una pareja... distinta de José María Forqué[26]
- 1986 : Dragón Rapide de Jaime Camino[27]

### Films documentaires
- 1935 : Alcalá de Henares de Daniel Jorro
- 1943 : Alcalá de Henares de Francisco Mora
- 1946 : Alcalá, la cervantina de Juan A. Durán
- 1946 : Compluto Alcalá de Henares de Luis Meléndez Galán
- 1970 : Alcalá de Cervantes de Raúl Peña Nalda[28]
- 1971 : Ruta colombina de Augusto Fenollar[29]
- 1992 : Sueños de fortuna de Pedro Martínez Oses
- 2013 : El Palacio de los Arzobispos de Toledo en Alcalá de Henares de Gustavo Chamorro Merino et Ángel Pérez López